# Oxytropis lazica
Oxytropis lazica är en ärtväxtart som beskrevs av Pierre Edmond Boissier. Oxytropis lazica ingår i släktet klovedlar, och familjen ärtväxter. Inga underarter finns listade i Catalogue of Life.